# オレブ・ベーデン＝パウエル

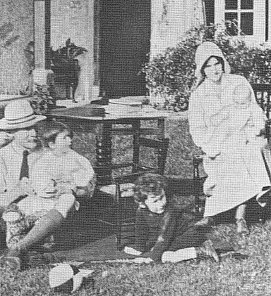
オレブ・ベーデン＝パウエル

オレブ・ベーデン＝パウエル（Olave St Clair Baden-Powell, Baroness Baden-Powell、1889年2月22日 - 1977年6月19日）は、イギリスのボーイスカウトの創始者であるロバート・ベーデン・パウエルの妻、愛称はレディB-P。オレブ・セントクレア・ソームズとしてイギリスのチェスターフィールドで生まれた。ガールスカウト創設時に貢献した一人である。
オレブは醸造家で芸術家のハロルド・ソームズの下の娘として生まれた。ハロルドは父方の地主から独立しており、母方はノッティンガムのニューアーク市長のジョセフ・ギルストラップ・ゲルソープだった。彼女は父や母のキャサリン（旧姓ヒル）、多くの家庭教師などから教育を受けた。彼女の家は父の旅につれて引っ切りなしに変わった。オレブはテニス、水泳、サッカー、スケート、カヌーを含む野外スポーツに夢中になった。またバイオリンも弾いた。
1912年1月、オレブは、スカウト運動の一環として世界旅行中で、ニューヨークへ向かう途中のロバート・ベーデン＝パウエル（第二次ボーア戦争の英雄・ボーイスカウトの創始者）に出会った。オレブはその時23歳、B-Pは55歳であった。誕生日が同じ2月22日の2人は、1912年10月30日に極秘に結婚した。
後に結婚祝いとして、イギリスのボーイスカウトとガールガイドはそれぞれ1ペニーを送り、ベーデン＝パウエル夫妻は結婚プレゼントとして車を買った。
夫妻は一男二女の3人の子どもを授かった。
- ピーター（Arthur Robert Peter Baden-Powell, 後の2nd Baron Baden-Powell）（1913年 - 1962年）
- ヘザー（Heather Grace Baden-Powell）（1915年 - 1986年）
- ベティ（Betty St. Clair Baden-Powell）（1917年 - 2004年）

1936年にG・チャールズ・ロバート・クレイ(Gervas Charles Robert Clay)（1907年 - 2009年）と結婚し、三男一女を授かっている。
第一次世界大戦に際し、1915年10月〜翌年1月、オレブは子ども達を残してフランスへ渡り、軍に協力した。フランスへ向かった際、第二子のヘザーは生後5ヶ月であった。
さらに1919年、オレブの姉（Auriol Davidson née Soames）が死去し、残された姪（三姉妹）を自分たちの家族として育てた。
- クリスチャン （Christian）（1912年 - 1975年)
- クレア（Clare）（1913年 - 1980年)
- イヴォン（Yvonne）（1918年 - 1995年?)